# Tribut lui Liviu Tudan – Roșu și Negru
Tribut lui Liviu Tudan – Roșu și Negru este o compilație apărută în anul 2007 la casa de discuri Roton, ce reprezintă un tribut adus formației Roșu și Negru și liderului acesteia. Negativele au fost înregistrate de Liviu Tudan, Cristi „Porta” Marinescu și Emanuel Gheorghe „Fisă” în perioada 1999–2003, în studioul muzical TVR, fiind refăcute în 2006. Piesa „Lumea ca o pradă” (care încheie discul) fusese înregistrată în 1996, beneficiind și de un videoclip difuzat pentru prima dată în emisiunea De la egal la egal... amical, care îl avea ca producător pe Liviu Tudan. Albumul a fost prezentat pentru prima dată în 25 februarie 2007, la Televiziunea Română, în cadrul emisiunii Dănutz SRL.

## Lista pieselor
1. Mircea Vintilă – Alfabetul (Liviu Tudan / Corina Brăneanu)
2. Mihai „Miță” Georgescu – Aripi de pace (Liviu Tudan / Nicolae Popeneciu)
3. Adrian Despot – Copilul și soarele (Liviu Tudan / Corina Brăneanu)
4. Mircea Baniciu – Hai, acasă! (Liviu Tudan / Ovidiu Dumitru)
5. Cristi Minculescu – Iubirea cere pace planetară (Liviu Tudan / Lucian Avramescu)
6. Dan Bittman – Joc în doi (Liviu Tudan / Dan Verona)
7. Ioan Gyuri Pascu – Pasărea iubirii (Liviu Tudan / Liviu Tudan)
8. Adrian „Artan” Pleșca – Promisiuni (Liviu Tudan / Nicolae Popeneciu)
9. Leo Iorga – Semnul tău (Liviu Tudan / George Stanca)
10. Bogdan „Bodo” Marin – Zbor (Liviu Tudan / Nicolae Popeneciu)
11. Liviu Tudan – Lumea ca o pradă (Liviu Tudan / Liviu Tudan)

## Componența formației
- Cristi „Porta” Marinescu – chitară solo
- Emanuel Gheorghe „Fisă” – claviaturi, chitară acustică
- Cornel Cristei – claviaturi
- Adrian Ciuplea – chitară bas (cu excepția piesei „Lumea ca o pradă”)
- Florin Ionescu – tobe (cu excepția piesei „Lumea ca o pradă”)
- Liviu Tudan – programare ritm, computer (la piesa „Lumea ca o pradă”)
- Crina Mardare, Lucian Menestrelul – voci adiționale